# François-Henri Pinault
François-Henri Pinault (* 28. května 1962 Rennes) je francouzský podnikatel a prezident konglomerátu luxusních značek a zároveň syn a dědic Françoise Pinaulta. Je považován za jednoho z nejbohatších mužů na světě, jehož rodinný majetek se 18. srpna 2018 odhaduje na 30,5 miliardy dolarů.

## Profesionální život
Studoval na francouzské škole vyšších komerčních studií HEC Paris, kde získal zkušenosti k práci ve společnostech svého otce. V roce 1989 se stal generálním ředitelem France Bois Industries po Pinault Distribution.
Od roku 1993 pracoval v zahraničí (Afrika, DOM-TOM). V roce 1997 byl jmenován generálním ředitelem FNAC. V březnu 2005 byl jmenován prezidentem Pinault-Printemps-Redoute (PPR), čímž nahradil svého otce. Dne 20. června 2007 převzal předsednictví v představenstvu německé společnosti pro sportovní vybavení Puma poté, co ji získala skupina PPR prostřednictvím své dceřiné společnosti Sapardis.